# Нова Весь (гміна Соколів-Підляський)
Нова Весь (пол. Nowa Wieś) — село в Польщі, у гміні Соколів-Підляський Соколовського повіту Мазовецького воєводства.
Населення — 590 осіб (2011).
У 1975-1998 роках село належало до Седлецького воєводства.

## Демографія
Демографічна структура станом на 31 березня 2011 року:
|          | Загалом | Допрацездатний вік | Працездатний вік | Постпрацездатний вік |
| -------- | ------- | ------------------ | ---------------- | -------------------- |
| Чоловіки | 300     | 64                 | 204              | 32                   |
| Жінки    | 290     | 68                 | 168              | 54                   |
| Разом    | 590     | 132                | 372              | 86                   |